# Lijst van Amerikaanse ministers van Energie
De minister van Energie (Engels: Secretary of Energy) leidt het ministerie van Energie van de Verenigde Staten.
| Nr.    | Minister van Energie Secretary of Energy | Minister van Energie Secretary of Energy | Minister van Energie Secretary of Energy | Ambtstermijn     | Ambtstermijn     | Partij(en) | President(en)                | Kabinet(en) |
| ------ | ---------------------------------------- | ---------------------------------------- | ---------------------------------------- | ---------------- | ---------------- | ---------- | ---------------------------- | ----------- |
| 1      |                                          | James Schlesinger                        | James Schlesinger (1929–2014)            | 6 augustus 1977  | 24 augustus 1979 | R          | Jimmy Carter (1977–1981)     | Carter      |
| 2      |                                          | Charles Duncan                           | Charles Duncan (1926–2022)               | 24 augustus 1979 | 20 januari 1981  | D          | Jimmy Carter (1977–1981)     | Carter      |
| 3      |                                          | James Edwards                            | James Edwards (1927–2014)                | 20 januari 1981  | 5 november 1982  | R          | Ronald Reagan (1981–1989)    | Reagan      |
| 4      |                                          | Donald Hodel                             | Donald Hodel (1935)                      | 5 november 1982  | 8 februari 1985  | R          | Ronald Reagan (1981–1989)    | Reagan      |
| 5      |                                          | John Herrington                          | John Herrington (1939)                   | 8 februari 1985  | 20 januari 1989  | R          | Ronald Reagan (1981–1989)    | Reagan      |
| Vacant | Vacant                                   | Vacant                                   | Vacant                                   | Vacant           | Vacant           | Vacant     | George H.W. Bush (1989–1993) | G.H.W. Bush |
| 6      |                                          | James Watkins                            | James Watkins (1927–2012)                | 1 maart 1989     | 20 januari 1993  | R          | George H.W. Bush (1989–1993) | G.H.W. Bush |
| 7      |                                          | Hazel O'Leary                            | Hazel O'Leary (1937)                     | 20 januari 1993  | 20 januari 1997  | D          | Bill Clinton (1993–2001)     | Clinton     |
| [ 4 ]  |                                          | Charles Brent Curtis                     | Charles Brent Curtis (1956)              | 20 januari 1997  | 13 februari 1997 | D          | Bill Clinton (1993–2001)     | Clinton     |
| 8      |                                          | Federico Peña                            | Federico Peña (1947)                     | 13 februari 1997 | 30 juni 1998     | D          | Bill Clinton (1993–2001)     | Clinton     |
| Vacant |                                          |                                          |                                          |                  |                  |            | Bill Clinton (1993–2001)     | Clinton     |
| 9      |                                          | Bill Richardson                          | Bill Richardson (1947–2023)              | 18 augustus 1998 | 20 januari 2001  | D          | Bill Clinton (1993–2001)     | Clinton     |
| 10     |                                          | Spencer Abraham                          | Spencer Abraham (1952)                   | 20 januari 2001  | 1 februari 2005  | R          | George W. Bush (2001–2009)   | G.W. Bush   |
| 11     |                                          | Samuel Bodman                            | Samuel Bodman (1938–2018)                | 1 februari 2005  | 20 januari 2009  | R          | George W. Bush (2001–2009)   | G.W. Bush   |
| 12     |                                          | Steven Chu                               | Steven Chu (1948)                        | 20 januari 2009  | 22 april 2013    | D          | Barack Obama (2009–2017)     | Obama       |
| [ 4 ]  |                                          | Daniel Poneman                           | Daniel Poneman (1956)                    | 22 april 2013    | 22 mei 2013      | D          | Barack Obama (2009–2017)     | Obama       |
| 13     |                                          | Ernest Moniz                             | Ernest Moniz (1944)                      | 22 mei 2013      | 20 januari 2017  | D          | Barack Obama (2009–2017)     | Obama       |
| [ 4 ]  |                                          | Grace Bochenek                           | Grace Bochenek (1961)                    | 20 januari 2017  | 2 maart 2017     | O          | Donald Trump (2017–2021)     | Trump I     |
| 14     |                                          | Rick Perry                               | Rick Perry (1950)                        | 2 maart 2017     | 1 december 2019  | R          | Donald Trump (2017–2021)     | Trump I     |
| [ 4 ]  |                                          | Dan Brouillette                          | Dan Brouillette (1962)                   | 1 december 2019  | 4 december 2019  | R          | Donald Trump (2017–2021)     | Trump I     |
| 15     | 4 december 2019                          | Dan Brouillette                          | Dan Brouillette (1962)                   | 20 januari 2021  |                  | R          | Donald Trump (2017–2021)     | Trump I     |
| [ 4 ]  |                                          | David Huizenga                           | David Huizenga                           | 20 januari 2021  | 25 februari 2021 | O          | Joe Biden (2021–2025)        | Biden       |
| 16     |                                          | Jennifer Granholm                        | Jennifer Granholm (1959)                 | 25 februari 2021 | 20 januari 2025  | D          | Joe Biden (2021–2025)        | Biden       |
| [ 4 ]  |                                          | Ingrid Kolb                              | Ingrid Kolb                              | 20 januari 2025  | 4 februari 2025  | O          | Donald Trump (2025–heden)    | Trump II    |
| 17     |                                          | Chris Wright                             | Chris Wright (1965)                      | 4 februari 2025  | heden            | R          | Donald Trump (2025–heden)    | Trump II    |